# Carausius imbellis
Carausius imbellis är en insektsart som beskrevs av Brunner von Wattenwyl 1907. Carausius imbellis ingår i släktet Carausius och familjen Phasmatidae. Inga underarter finns listade.